# 杨占家
杨占家（1936年8月—2023年2月25日）是一位中国国家一级电影美术师，中国电影美术学会会员。

## 生平
杨占家1936年8月出生于河北省武清县曹子里乡朱家码头村（今天津市武清区曹子里镇）。1958年，杨占家进入中央工艺美术学院（今清华大学美术学院）建筑美术系学习，毕业后留校任教。1973年杨占家参与了由谢铁骊、谢晋联合执导电影《海港》的电影美术工作，获得成功后进入北京电影制片厂工作，参与了《霸王别姬》《卧虎藏龙》等影视剧的美术设计工作。
2023年2月25日于北京去世。

## 主要影视剧作品
| 年份   | 片名           | 导演                   | 備註                                                                                                   |
| 1973年 | 海港           | 谢铁骊、谢晋           | 首部電影作品                                                                                           |
| 1975年 | 海霞           | 钱江、陈怀皑、王好为   | 合作作品                                                                                               |
| 1975年 | 山花           | 崔嵬、桑夫             | 合作作品                                                                                               |
| 1978年 | 萨里玛珂       | 于蓝、李伟             | |
| 1981年 | 知音           | 谢铁骊、陈怀皑、巴鸿   | |
| 1981年 | 原野           | 凌子风                 | 首部原著改编的电影                                                                                     |
| 1983年 | 哑姑           | 肖朗                   | |
| 1984年 | 骑士的荣誉     | 于洋、德勒格尔玛、杨静 | |
| 1985年 | 迷人的乐队     | 王好为                 | |
| 1989年 | 红楼梦         | 谢铁骊                 | 获得1990年中国电影金鸡奖最佳美术奖                                                                     |
| 1992年 | 狂             | 凌子风                 | |
| 1993年 | 霸王别姬       | 陈凯歌                 | |
| 1993年 | 诱僧           | 罗卓瑶                 | 获1993年金马奖最佳美术奖                                                                               |
| 1994年 | 东邪西毒       | 王家卫                 | 合作作品，该片获得1995年第十四届香港电影金像奖最佳美术指导奖                                           |
| 1994年 | 天网           | 谢铁骊                 | |
| 1995年 | 十兄弟         | 李力持                 | 合作作品                                                                                               |
| 1995年 | 夜半歌声       | 于仁泰                 | 合作作品，该片获得1996年第十五届香港电影金像奖最佳美术指导奖                                           |
| 1996年 | 大闹天宫       | 张建亚                 | 合作作品，影片因资金问题未能完成                                                                       |
| 1997年 | 宋家皇朝       | 张婉婷                 | 合作作品，该片获得1997年第三十四届台湾金马奖最佳美术设计奖、1998年第十七届香港电影金像奖最佳美术指导奖 |
| 1997年 | 馬永貞         | 元奎                   | 合作作品                                                                                               |
| 1997年 | 千秋家国梦     | 卢伦常、蒋家骏、姜明海 | 电视剧作品                                                                                             |
| 1998年 | 神雕侠侣       | 马玉辉、卢燕金         | 合作作品、电视剧作品                                                                                   |
| 2000年 | 卧虎藏龙       | 李安                   | 合作作品                                                                                               |
| 2000年 | 雷霆战警       | 唐季礼                 | 合作作品                                                                                               |
| 2000年 | 中华大丈夫     | 徐小明                 | 电视剧作品                                                                                             |
| 2001年 | 少年往事       | 陈建忠                 | 合作作品                                                                                               |
| 2002年 | 天下无双       | 刘镇伟                 | 合作作品                                                                                               |
| 2002年 | 河东狮吼       | 马伟豪                 | |
| 2004年 | 恋爱中的宝贝   | 李少红                 | 合作作品                                                                                               |
| 2005年 | 七剑           | 徐克                   | 合作作品                                                                                               |
| 2006年 | 霍元甲         | 于仁泰                 | 合作作品                                                                                               |
| 2006年 | 满城尽带黄金甲 | 张艺谋                 | 合作作品，该片获得2007年第26届香港电影金像奖最佳美术设计                                               |
| 2008年 | 赤壁           | 吴宇森                 | 合作作品，该片获得2009年第28届香港电影金像奖最佳美术设计                                               |
| 2008年 | 功夫之王       | 罗伯·明可夫            | 合作作品                                                                                               |
| 2008年 | 木乃伊3        | 罗布·科恩              | 合作作品                                                                                               |
| 2010年 | 苏乞儿         | 袁和平                 | 合作作品                                                                                               |
| 2010年 | 唐山大地震     | 冯小刚                 | 合作作品                                                                                               |

## 外部連結
- 杨占家在豆瓣上的资料（简体中文）
- 杨占家在互联网电影资料库（IMDb）上的資料（英文）